# خانه‌های مشاهیر

لوگوی خانه‌های مشاهیر

خانه‌های مشاهیر (به فرانسوی: Maisons des Illustres) نشانی از کیفیت (به فرانسوی: label de qualité) ساختمان‌ها در فرانسه است که نشان‌دهنده مکان‌هایی است که هدف آن حفظ خاطره افراد برجسته در تاریخ سیاسی، اجتماعی و فرهنگی فرانسه است.
این نشان توسط فردریک میتران، وزیر فرهنگ فرانسه، در سپتامبر ۲۰۱۱ ایجاد شد تا مکان‌هایی را که مجموعه‌های مربوط به شخصیت‌ها را نگهداری می‌کنند، به عموم بشناساند و به آنها وجهه بالاتری بدهد. وی افزود که آنها باید «بیش از یک محفظه عتیقه، بلکه خانه‌های واقعی زندگی» باشند. در ابتدا ۱۱۱ ساختمان این جایزه را دریافت کردند
این نشان توسط وزارت فرهنگ اعطا می‌شود. پنج سال اعتبار دارد و قابل تمدید است. در سال ۲۰۱۸، ۲۳۵ ساختمان دارای این جایزه بودند که ۸ ساختمان در آن سال جایزه دریافت کردند.
یک ساختمان برای واجد شرایط بودن بررسی، باید حداقل ۴۰ روز در سال، با یا بدون وقت قبلی، به روی عموم باز باشد. هدف آن اساساً نباید تجاری باشد. باید محل سکونت شخص معروف بوده و خاطره ای از آن شخص به یادگار مانده باشد.